# Igor Netto
Igor Netto (Russisch: Игорь Александрович Нетто) (Moskou, 9 januari 1930 – aldaar, 30 maart 1999) was een profvoetballer uit de Sovjet-Unie. Hij wordt beschouwd als een van de grootste spelers uit de Sovjet-geschiedenis.

## Biografie
Hij speelde zijn hele carrière voor Spartak Moskou, waarmee hij vijf landstitels en drie bekers won. Tussen 1948 en 1951 speelde hij ook 22 wedstrijden voor het ijshockeyteam van Spartak.
Van 1954 tot 1963 was hij kapitein van het nationale elftal, waarmee hij de gouden medaille behaalde op het Olympische Spelen van 1956. Door een blessure speelde hij slechts één wedstrijd op het WK 1958. Twee jaar later werd hij met zijn team de allereerste Europese kampioen. In 1962 was hij opnieuw kapitein op het WK in Chili. In de wedstrijd tegen Uruguay keurde de scheidsrechter een onterecht doelpunt van Igor Tsjislenko goed, maar toen Netto de Uruguayaanse doelman hoorde protesteren ging hij zelf naar de scheidsrechter om te zeggen dat het doelpunt onterecht was. De Sovjets wonnen wel nog de wedstrijd en plaatsten zich voor de kwartfinale, die ze verloren van gastland Chili.
Na zijn trainerscarrière werd hij trainer, zonder al te veel succes.
- Gemeinsame Normdatei: 1062218639
- International Standard Name Identifier: 0000 0000 2001 5577
- Library of Congress Control Number: n00108587
- Virtual International Authority File: 75089699
- WorldCat: E39PBJfrG7dbJYvGm3pmGHRh73